# Roque Santa Cruz
Roque Santa Cruz [roke santa krus] (* 16. srpna 1981, Asunción, Paraguay) je paraguayský fotbalista, v současnosti působí v mexickém klubu Cruz Azul. Hraje také za reprezentaci Paraguaye. V roce 1999 získal v Paraguayi ocenění Fotbalista roku.

## Klubová kariéra

### Manchester City
V červnu 2009 podepsal Santa Cruz čtyřletou smlouvu s anglickým Manchesterem City. Z Blackburnu přestoupil za částku pohybující se kolem 17,5 miliónů liber. Po příchodu Roberta Manciniho v prosinci téhož roku se však jeho čas na hřišti velice zkrátil, jelikož Mancini dával přednost jiným hráčům, např. Robinhovi, Emmanuelu Adebayorovi nebo Carlosi Tévezovi.

### Málaga
V srpnu 2012 odešel na celoroční hostování do španělského týmu Málagy. Po skončení hostování do tohoto klubu přestoupil, podepsal smlouvu na tři roky. Měl nabídku na přestup i z německého Hamburku.

### Cruz Azul
V prosinci 2014 se dohodl na smlouvě s mexickým klubem Cruz Azul.